# 194 Batalion WOP
194 Batalion Wojsk Ochrony Pogranicza – samodzielny pododdział Wojsk Ochrony Pogranicza.

## Formowanie i zmiany organizacyjne
Na podstawie rozkazu MBP nr 043/org z 3 czerwca 1950, na bazie 7 Brygady Ochrony Pogranicza, sformowano 19 Brygadę Wojsk Pogranicza, a 1 stycznia 1951 11 batalion Ochrony Pogranicza przemianowano na 194 batalion WOP. W 1952 194 batalion przeniesiono z Kowal Oleckich do Gołdapi i przekazano go 22 Brygadzie WOP jako 221 batalion WOP.
W 1954 batalion ten powrócił w podporządkowanie 19 Brygady WOP w Ketrzynie.